# シャーロット・クレニッキー
シャーロット・クレニッキー（Charlotte Krenicky、2000年6月29日 - ）は、ベルギーの女子バレーボール選手。ポジションはセッター。ベルギー代表。

## 来歴

### クラブチーム
2016年、VC Mosan Yvoirへ入団。2017年、Datovoc Tongerenへ移籍し2年間プレーした。2019年にTrixxo LVL Genkへ移籍し、2019/20から2021/22シーズンにかけてのベルギー国内リーグでは3年連続で準優勝した。2022年、Asterix AVO Beverenへ移籍し、2022/23シーズンの国内リーグでは優勝を果たし、自身はベストセッター賞を受賞した。2023/24シーズンも国内リーグで優勝を果たした。2024年4月、ドイツブンデスリーガのアリアンツ MTV シュトゥットガルトへの移籍が発表された。

### 代表チーム
2021年、シニア代表に初選出された。2022年、オランダで開催された世界選手権に出場し9位となった。2023年からは正セッターとしての出場機会が増え、欧州選手権、パリ五輪予選に出場した。

## 人物
スロバキアにルーツをもつ両親のもとに生まれ、姉のBarbora Krenickaもバレーボール選手である。祖母はチェコスロバキアの代表としてオリンピックに2度出場したバレーボール選手である。

## 球歴
- 世界選手権 - 2022年
- ネーションズリーグ - 2021年、2022年
- オリンピック予選 - 2023年
- 欧州選手権 - 2023年

## 受賞歴
- 2023年 - 2022/23ベルギー Liga A  ベストセッター賞

## 所属クラブ
- VC Mosan Yvoir（2016-2017年）
- Datovoc Tongeren（2017-2019年）
- Trixxo LVL Genk（2019-2022年）
- Asterix AVO Beveren（2022-2024年）
- アリアンツ MTV シュトゥットガルト（2024年-）